# Запорожское кладбище (Днепр)
Запорожское кладбище (укр. Запорізьке кладовище) — кладбище, расположенное в Шевченковском районе на окраине Днепра. Главное кладбище города. Находится по адресу: Днепр, Запорожское шоссе, 55 А.

## История
Запорожское кладбище было основано после закрытия в 1957 году кладбища «На Развилке». Находится оно вдоль Запорожского шоссе напротив жилого микрорайона «Тополь-3». В настоящее время кладбище юридически закрыто для захоронений, исключения делаются для лиц, имеющих особые заслуги перед Днепром. Однако, иногда исключения делаются и для простых жителей города.
Известных людей, преимущественно, хоронят в начале кладбища. Дальше следуют более старые и менее известные захоронения. Так, здесь покоятся почетные граждане Днепропетровска, Герои Советского Союза, видные ученые и спортсмены.

## Галерея

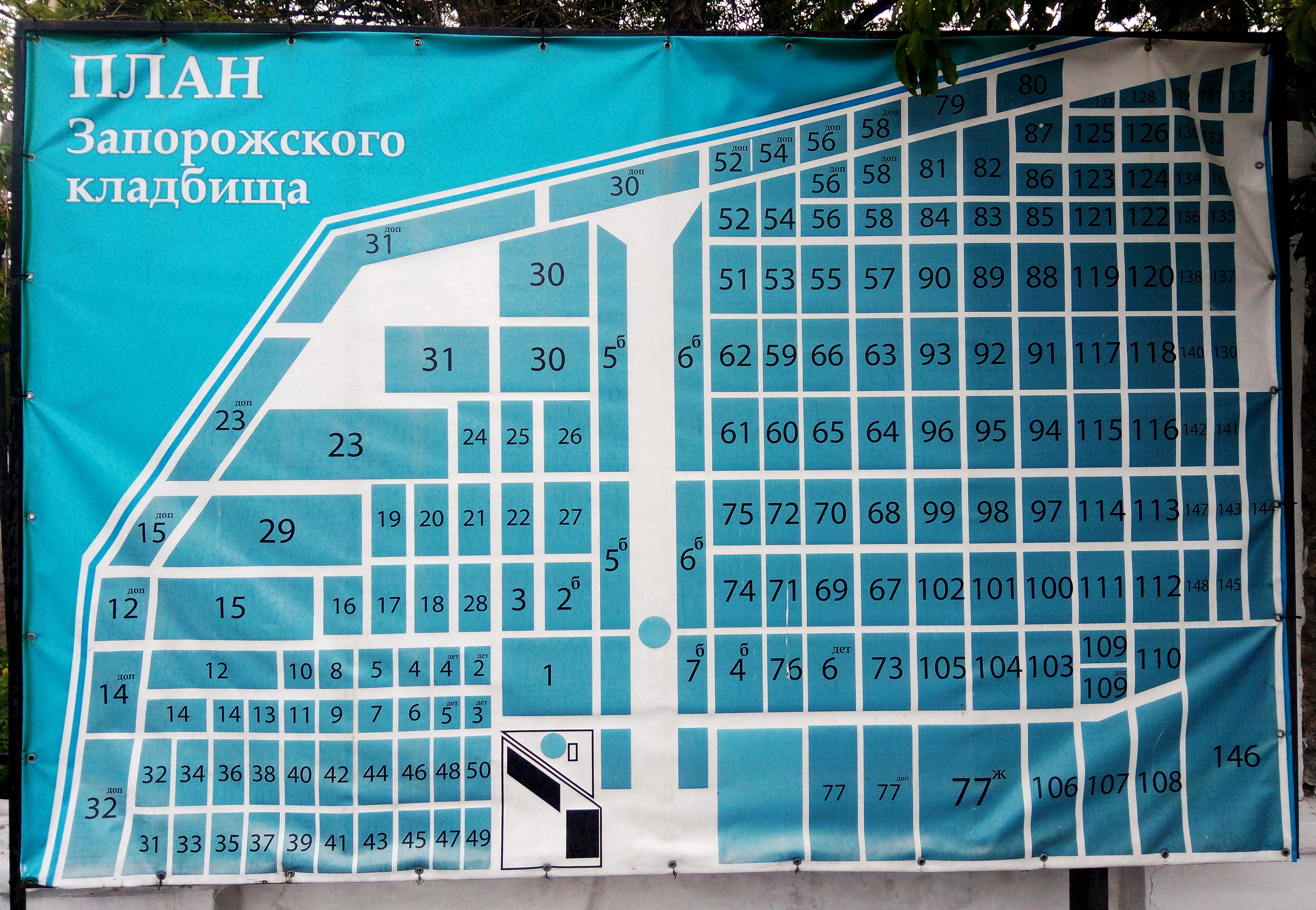
План-схема Запорожского кладбища
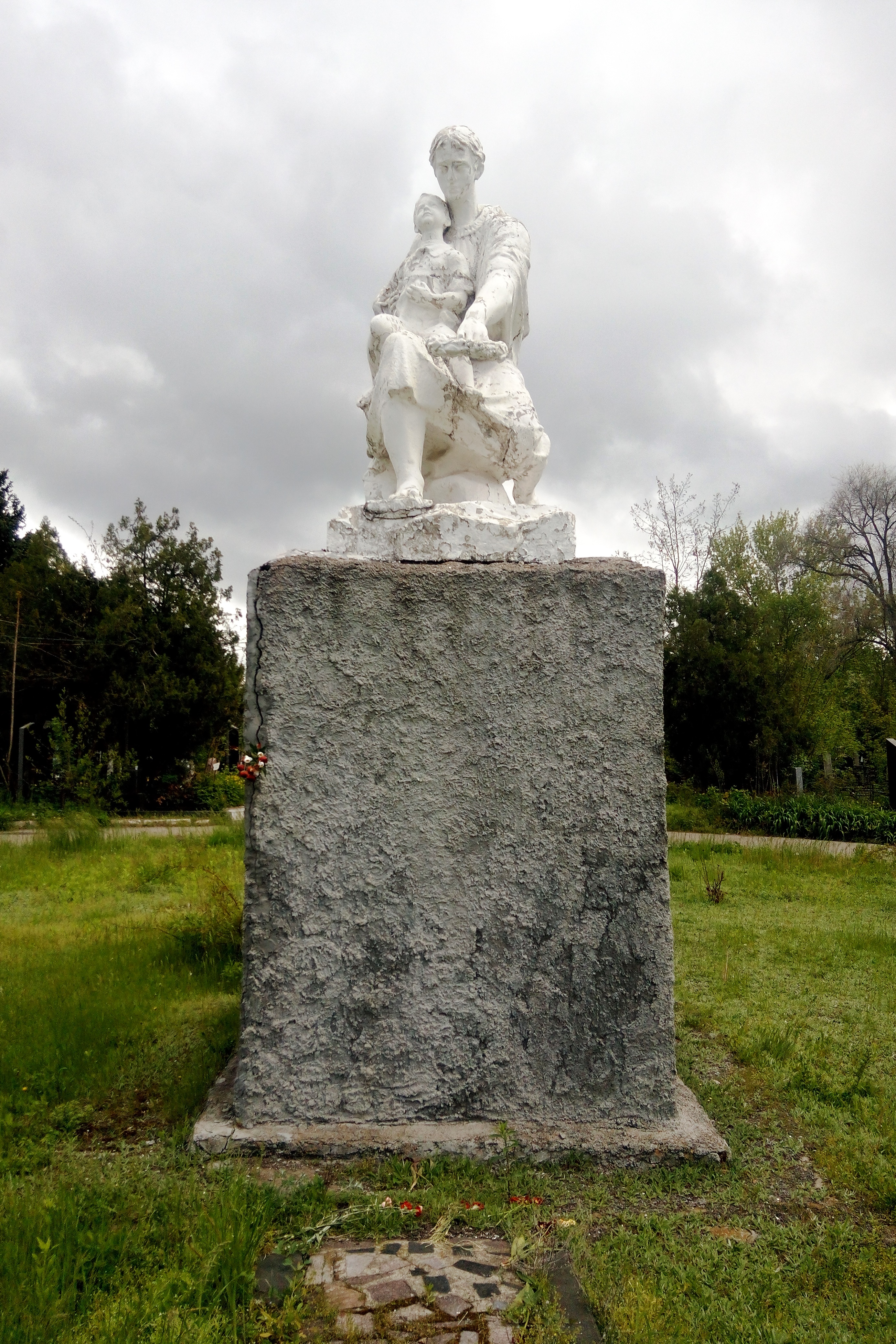
Скульптурная композиция на центральной аллее (ныне демонтирована, на её месте располагается колумбарий).